# Amaranto Martínez de Escobar

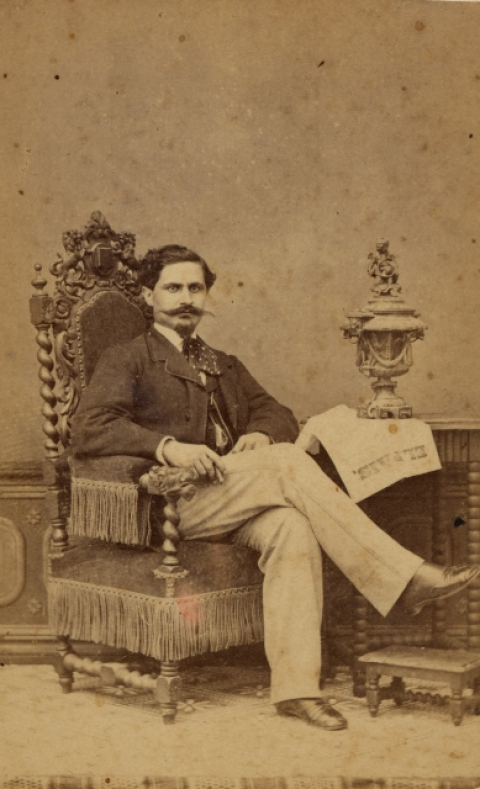
Amaranto Martínez de Escobar. 1861. Fotografía sobre papel de albúmina de autor desconocido. Archivo de fotografía histórica de Canarias.

Amaranto Martínez de Escobar y Luján (Las Palmas de Gran Canaria, 1835-1912) fue un abogado, poeta y periodista español, colaborador de Gregorio Chil y Naranjo en sus estudios de historia canaria y en la fundación de El Museo Canario.
Criado en una familia ilustrada, su padre Bartolomé Martínez de Escobar, jurisconsulto prestigioso, cultivó también la historia y la poesía y su madre, Francisca Luján, era hija del escultor José Miguel Luján. Sus hermanos, Teófilo y Emiliano, ambos presbíteros, siguieron igualmente el camino de las letras. Estudió en la Universidad de Salamanca y se licenció en derecho civil y canónico en la Universidad de La Laguna. Además de ejercer la abogacía colaboró con diversos medios de prensa canarios y cubanos, y fundó en marzo de 1863 el periódico El País de Las Palmas de Gran Canaria, subtitulado «periódico local de intereses materiales, noticias, instrucción pública, literatura y comercio».
Socio fundador de la Sociedad Científica El Museo Canario, cuya primera sesión se celebró en su propia casa el 2 de septiembre de 1879, ocupó en ella el cargo de «secretario inamovible», fue también presidente insular del Partido Republicano, defensor de la división provincial y promotor de la Fiesta de las Flores de 1892, para la exposición de la agricultura y productos tradicionales de cada municipio grancanario.
Practicó la poesía de circunstancias, con constancia y siempre en un nivel discreto.
La intensidad de su dedicación al Museo Canario, manifiesta en los numerosos textos firmados por él que aparecieron publicados en el boletín de la institución, entre ellos el relato de un viaje por España, Francia y Suiza en 1878, culminaría con la donación de su biblioteca y de un retrato de Gregorio Chil pintado por él, aficionado a la pintura. Sus inquietudes culturales le llevaron a colaborar la Sociedad Filarmónica y la Real Sociedad Económica de Amigos del País de Las Palmas, de la que fue también director.
Un volumen con sus poesías, Poesías del licenciado D. Amaranto Martínez de Escobar, apareció publicado póstumamente en Gáldar en 1932.